# Естакадний (зупинний пункт)
Естака́дний — пасажирський залізничний зупинний пункт Куп'янської дирекції Південної залізниці.
Розташований у середмісті Куп'янська (поруч Куп'янський центральний ринок), Куп'янський район, Харківської області на лінії Оливине — Огірцеве між станціями Куп'янськ-Сортувальний (5 км), Заоскілля (2 км) та Куп'янськ-Південний (1 км).
Станом на травень 2019 року щодоби чотири пари приміських електропоїздів здійснюють перевезення за маршрутом Куп'янськ-Південний/Вовчанськ — Куп'янськ-Вузловий/Гракове.